# Polyptychodon
Genre
Espèces de rang inférieur
- † P. interruptus (type) Owen, 1841
- † P. patagonicus Ameghino, 1893

Polyptychodon (littéralement « dent en forme de nageoire ») est un genre fossile de pliosauridés connus des dépôts marins du Crétacé moyen et supérieur dans le Sud de l'Angleterre, de la France et de l'Argentine.
Il est considéré comme un nomen dubium selon une revue publié en 2016.

## Découverte

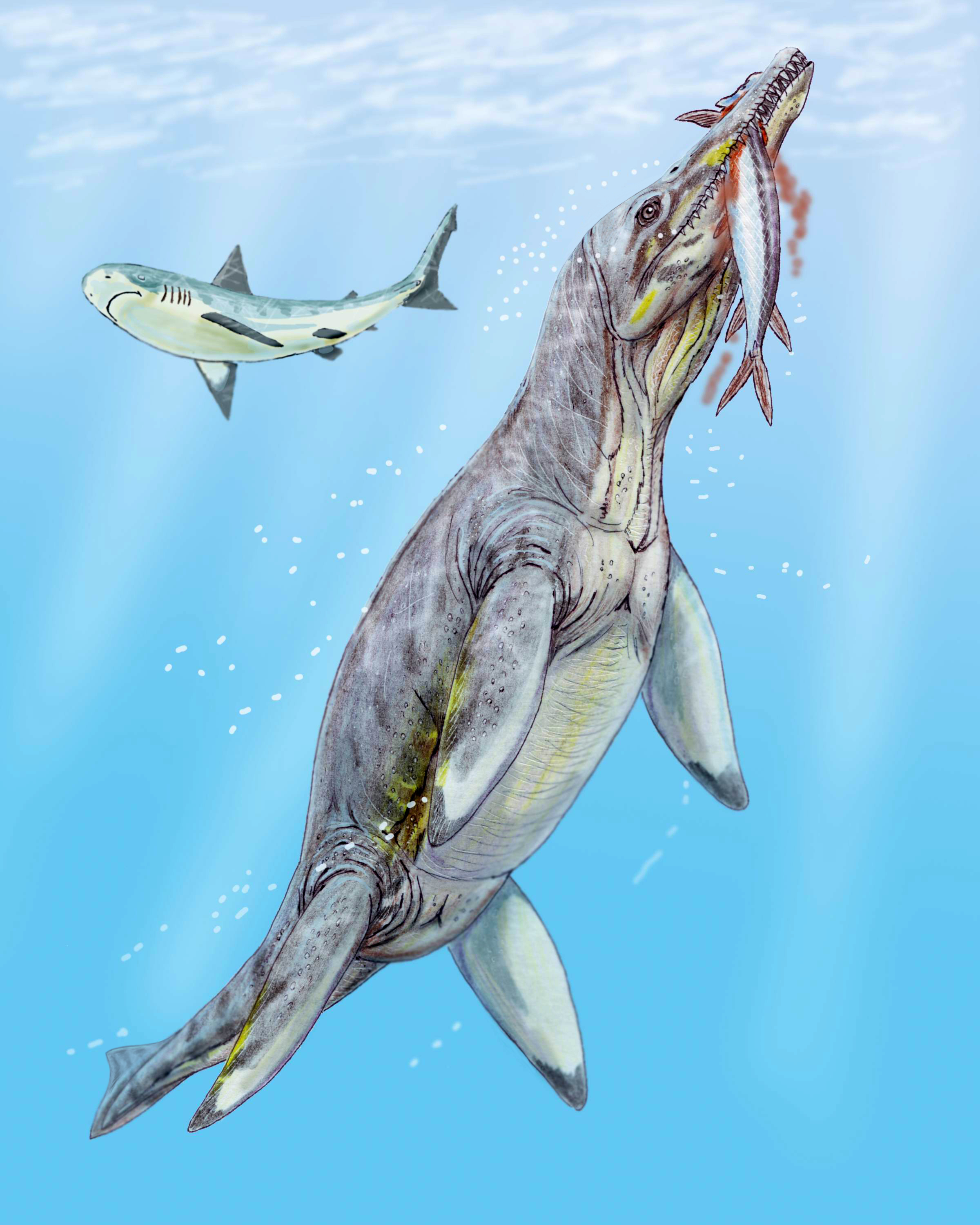
Restitution de Polyptychodon interruptus par le paléoartiste Dimitri Bogdanov.

L'espèce type, Polyptychodon interruptus, est connue à partir d'une dent isolée du groupe de craie du Crétacé supérieur du Sud de l'Angleterre. Richard Owen décrit une deuxième espèce nominale du genre, Polyptychodon continuus, à partir d'une dent isolée collectée dans la formation de Hythe de Maidstone, dans le Kent. Le sauropode macronarien Dinodocus a été considéré à tort comme conspécifique avec P. continuus avant d'être correctement reconnu comme un dinosaure et non comme un plésiosaure.
De nombreuses dents et vertèbres de pliosauridés d'Angleterre et de l'Est de la France ont déjà été attribuées à Polyptychodon, y compris des vertèbres isolées de France qui ont été identifiées à tort comme un sauropode. La comparaison entre des vertèbres isolées d'âge Albien provenant de dépôts marins en France et de Kronosaurus a suggéré une taille d'environ 7 m pour un pliosauridé de la sous-famille des Brachaucheniinae de type Polyptychodon. Cependant, une réévaluation de 2016 révèle que Polyptychodon et ses espèces types sont douteux, et que de nombreux restes du groupe de Chalk en Angleterre qui avaient été référés au genre représentent très probablement différentes espèces de plésiosaures, certaines dents étant peut-être référables aux Polycotylidae. Des fossiles similaires de pliosaures ont également été trouvés en République tchèque.
L'espèce P. patagonicus (Ameghino, 1893), découverte en Argentine, a également été attribuée au genre, mais on ne sait pas si P. patagonicus appartient ou non à Polyptychodon. Selon une étude publié en 2010, P. patagonicus est un nomen vanum et un nomen dubium.

## Espèces mal attribuées

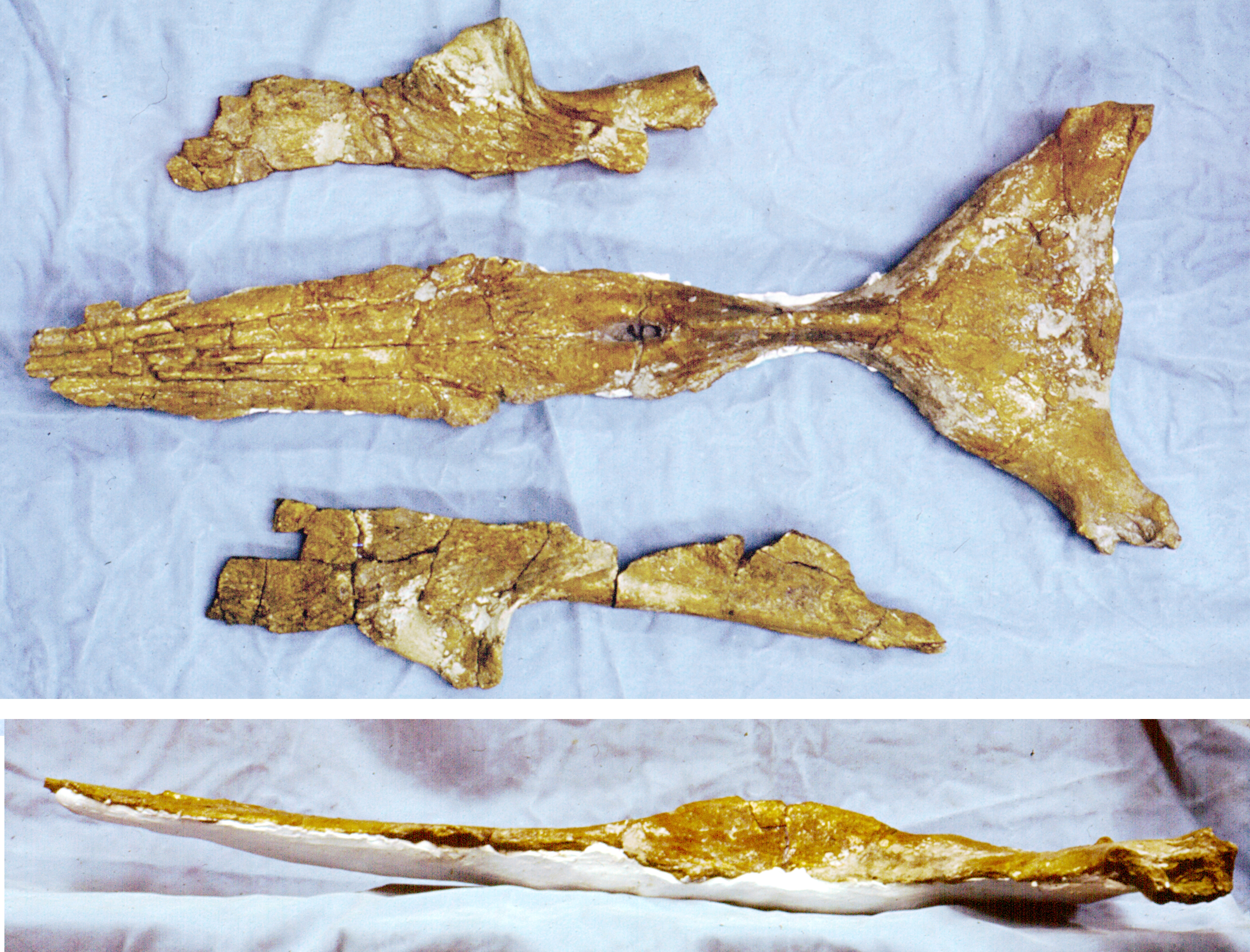
SMU 60313, l'holotype de Polyptychocon hudsoni. Les parties du crâne sont en haut, le toit crânien de profil montrant l'étendue de la crête pariétale (fond).

P. hudsoni a été décrit de la formation d'Eagle Ford datant du Turonien de Dallas au Texas,.

## Nomen vanum
L'espèce Polyptychodon patagonicus et le genre Polyptychodon sont déclarés « nomen vanum » selon J. P. O'Gorman et A. N. Varela en 2010.

## Classification
Le cladogramme de la sous-famille Brachaucheninae ci-dessous est basée d'après Madzia et al. (2018) : 
|  | Megacephalosaurus                |
|  |                                  |
|  | 'Polyptychodon' (DORK/G/1-2)     |
|  |                                  |
|  | \| \| Brachauchenius \| \| \| \| |
|  |                                  |
|  | Brachauchenius                   |
|  |                                  |

|  | Brachauchenius |
|  |                |

|  | Megacephalosaurus                |
|  |                                  |
|  | 'Polyptychodon' (DORK/G/1-2)     |
|  |                                  |
|  | \| \| Brachauchenius \| \| \| \| |
|  |                                  |
|  | Brachauchenius                   |
|  |                                  |

|  | Brachauchenius |
|  |                |

|  | Megacephalosaurus                |
|  |                                  |
|  | 'Polyptychodon' (DORK/G/1-2)     |
|  |                                  |
|  | \| \| Brachauchenius \| \| \| \| |
|  |                                  |
|  | Brachauchenius                   |
|  |                                  |

|  | Brachauchenius |
|  |                |

|  | Megacephalosaurus                |
|  |                                  |
|  | 'Polyptychodon' (DORK/G/1-2)     |
|  |                                  |
|  | \| \| Brachauchenius \| \| \| \| |
|  |                                  |
|  | Brachauchenius                   |
|  |                                  |

|  | Brachauchenius |
|  |                |

|  | Megacephalosaurus                |
|  |                                  |
|  | 'Polyptychodon' (DORK/G/1-2)     |
|  |                                  |
|  | \| \| Brachauchenius \| \| \| \| |
|  |                                  |
|  | Brachauchenius                   |
|  |                                  |

|  | Brachauchenius |
|  |                |

|  | Megacephalosaurus                |
|  |                                  |
|  | 'Polyptychodon' (DORK/G/1-2)     |
|  |                                  |
|  | \| \| Brachauchenius \| \| \| \| |
|  |                                  |
|  | Brachauchenius                   |
|  |                                  |

|  | Brachauchenius |
|  |                |

|  | Megacephalosaurus                |
|  |                                  |
|  | 'Polyptychodon' (DORK/G/1-2)     |
|  |                                  |
|  | \| \| Brachauchenius \| \| \| \| |
|  |                                  |
|  | Brachauchenius                   |
|  |                                  |

|  | Brachauchenius |
|  |                |

|  | Megacephalosaurus                |
|  |                                  |
|  | 'Polyptychodon' (DORK/G/1-2)     |
|  |                                  |
|  | \| \| Brachauchenius \| \| \| \| |
|  |                                  |
|  | Brachauchenius                   |
|  |                                  |

|  | Brachauchenius |
|  |                |

|  | Megacephalosaurus                |
|  |                                  |
|  | 'Polyptychodon' (DORK/G/1-2)     |
|  |                                  |
|  | \| \| Brachauchenius \| \| \| \| |
|  |                                  |
|  | Brachauchenius                   |
|  |                                  |

|  | Brachauchenius |
|  |                |

|  | Megacephalosaurus                |
|  |                                  |
|  | 'Polyptychodon' (DORK/G/1-2)     |
|  |                                  |
|  | \| \| Brachauchenius \| \| \| \| |
|  |                                  |
|  | Brachauchenius                   |
|  |                                  |

|  | Brachauchenius |
|  |                |

|  | Megacephalosaurus                |
|  |                                  |
|  | 'Polyptychodon' (DORK/G/1-2)     |
|  |                                  |
|  | \| \| Brachauchenius \| \| \| \| |
|  |                                  |
|  | Brachauchenius                   |
|  |                                  |

|  | Brachauchenius |
|  |                |

|  | Megacephalosaurus                |
|  |                                  |
|  | 'Polyptychodon' (DORK/G/1-2)     |
|  |                                  |
|  | \| \| Brachauchenius \| \| \| \| |
|  |                                  |
|  | Brachauchenius                   |
|  |                                  |

|  | Brachauchenius |
|  |                |

|  | Megacephalosaurus                |
|  |                                  |
|  | 'Polyptychodon' (DORK/G/1-2)     |
|  |                                  |
|  | \| \| Brachauchenius \| \| \| \| |
|  |                                  |
|  | Brachauchenius                   |
|  |                                  |

|  | Brachauchenius |
|  |                |

|  | Megacephalosaurus                |
|  |                                  |
|  | 'Polyptychodon' (DORK/G/1-2)     |
|  |                                  |
|  | \| \| Brachauchenius \| \| \| \| |
|  |                                  |
|  | Brachauchenius                   |
|  |                                  |

|  | Brachauchenius |
|  |                |

|  | Megacephalosaurus                |
|  |                                  |
|  | 'Polyptychodon' (DORK/G/1-2)     |
|  |                                  |
|  | \| \| Brachauchenius \| \| \| \| |
|  |                                  |
|  | Brachauchenius                   |
|  |                                  |

|  | Brachauchenius |
|  |                |

|  | Megacephalosaurus                |
|  |                                  |
|  | 'Polyptychodon' (DORK/G/1-2)     |
|  |                                  |
|  | \| \| Brachauchenius \| \| \| \| |
|  |                                  |
|  | Brachauchenius                   |
|  |                                  |

|  | Brachauchenius |
|  |                |